# Натара
Ната́ра — река в России, правый приток Лены. Протекает по территории Якутии.
Длина реки — 187 км. Площадь водосборного бассейна — 5730 км². Впадает в реку Лену справа на расстоянии 551 км от её устья.
По данным государственного водного реестра России относится к Ленскому бассейновому округу.
- Код водного объекта 18030900112117500013775[3].

## Притоки
(расстояние от устья)
- 3 км: Сээн-Юрэх
- 29 км: река без названия
- 32 км: река без названия
- 80 км: Тирэхтээх-Далдын
- 99 км: Нижний Тарын-Юрэх
- 141 км: река без названия